# M20 Armored Utility Car
O M20 Armored Utility Car é um carro de combate produzido pela Ford durante a Segunda Guerra Mundial.

## História
Seu nome original era M10 Armored Utility Car porém para não fazer confusão com o M10 Wolverine tank destroyer ele foi renomeado como M20.
Usado na Segunda Guerra Mundial o M-20 era um ótima viatura blindada de comando.

## Modificações perante a versão anterior
Versão anterior: M8 Greyhound
A modificação foi mais feita no canhão de 37mm que foi retirado para se colocar um compartimento extra que contem dois assentos laterais, mesa, suportes para armas leves e o equipamento de rádio, para sua proteção se adicionou sobre essa estrutura um trilho circular para suporta uma metralhadora 12,7x99mm Nato rotativa.

## Finalidade
Criado inicialmente para missões de comando, mais como disponibilizava de boa velocidade foi utilizado mais adiante para reconhecimento, porem muitos dos M20 foram usando também para transportes de pessoas e de cargas.

## Produção
Na época entre 1943 e 1945 foi produzidos 3.791 unidades do M-20 e o Exército Brasileiro recebeu essa viatura em meados 1946.

## Fabricação
Fabricante: Ford Motor Company